# Loog (Juist)
Loog est un village de l'île et quartier de la commune de Juist, dans le Land de Basse-Saxe.

## Géographie
Le Loog se trouve à environ 2,5 kilomètres à l'ouest du centre de Juist et y est relié par la Billstraße, qui mène ensuite au domaine de Bill à l'extrémité ouest. Le Loog est bordé par une digue au sud et des dunes au nord. Le Siedlung se trouve à l'est du Loog sur la Billstraße, à l'ouest d'abord le domaine de Loog et derrière lui le Hammersee.

## Histoire
La colonie est fondée au XVIIe siècle.
En 1925, le pédagogue réformiste Martin Luserke fonde Schule am Meer, l'école au bord de la mer à Loog, une maison éducative rurale gérée comme internat. Il acquiert à cet effet une première maison insulaire en 1924. En 1931, l'ensemble scolaire comprend au total onze bâtiments, un aquarium marin avec 30 bassins, onze jardins scolaires, un jardin botanique et plusieurs hangars servant d'écuries et de stockage de matériel. Elle a sa propre salle de spectacles construite par Bruno Ahrends en 1930, à l'époque le plus grand bâtiment en béton armé de la Frise orientale. En 1934, l'école au bord de la mer est fermée lors de la Gleichschaltung des nazis. À partir de 1952, la maison d'enfants "Inselburg" de l'Evangelisches Johanneswerk, le noyau de l'ancienne école, devient l'auberge de jeunesse de la DJH dans la seconde moitié des années 1970. L'ancienne salle de spectacles est agrandie avec un étage supplémentaire et beaucoup plus de fenêtres. Le Musée du Littoral présente également ses vastes expositions dans deux anciens bâtiments scolaires, directement adjacents à un ancien bâtiment résidentiel pour le personnel enseignant.

## Personnalités
- Alf Depser (1899–1990), Chimiste, peintre, dessinateur, graphiste, xylographe
- Arend Lang (1909–1981), médecin, nazi, cartographe et précepteur.
- Hans Kolde (né en 1925), pédagogue.

## Source, notes et références
- (de) Cet article est partiellement ou en totalité issu de l’article de Wikipédia en allemand intitulé « Loog (Juist) » (voir la liste des auteurs).

1. ↑  (de) Beate Szerelmy, Baedeker Reiseführer Deutsche Nordseeküste, MairDuMont, 2013, 368 p. (ISBN 9783829713597, lire en ligne), p. 248